# Santanyí
Santanyí, en catalan et officiellement (Santañí en castillan), est une commune de l'île de Majorque dans la communauté autonome des Îles Baléares en Espagne. Elle est située au sud-est de l'île et fait partie de la comarque de Migjorn.

## Géographie

Localisation de l'île Majorque dans les Îles Baléares.
Localisation de Santanyí dans l'île de Majorque.
Localisation de la comarque de Migjorn dans l'île de Majorque.

Elle est construite au sud de Majorque où se trouvent, à l'intérieur, les villes de Santanyí, Calonge, s’Alqueria Blanca et es Llombards, alors que sur le littoral, Cala Esmeralda, Cala d’Or, la marina de Cala d’Or, Portopetro, Cap des Moro, Cala Figuera, Cala Santanyí, Cala Llombards et Cala de s’Almunia sont parmi les plus belles plages de l'archipel des Baléares. La côte a environ 35 kilomètres de long.

### Localités de la commune
| Localités         | Habitants (2005) |
| ----------------- | ---------------- |
| S'Alqueria Blanca | 936              |
| Cala d'Or         | 3 539            |
| Cala Figuera      | 577              |
| Calonge           | 820              |
| La Costa          | 31               |
| Es Llombards      | 524              |
| Portopetro        | 497              |
| Santanyí          | 2 912            |
| Cala Llombards    | 283              |
| Cala Santanyí     | 447              |
| Cap d'es Moro     | 107              |

## Histoire

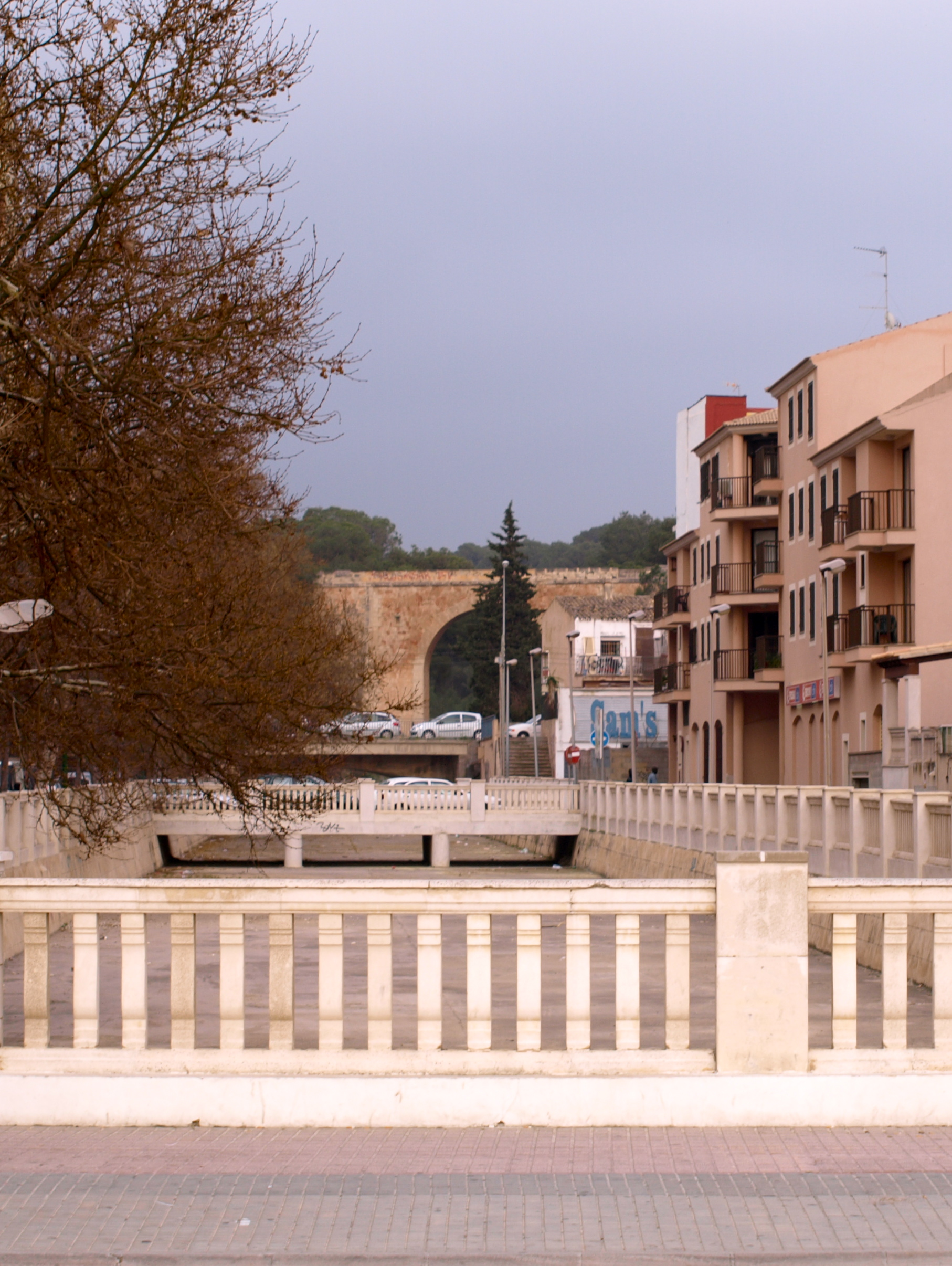
« Torrent des Juifs » (dels Jueus) et viaduc du train allant de Palma à Santanyi

La grande quantité de gisements archéologiques - 172 - indique l'existence d'une agriculture et d'un élevage de bétail important depuis les époques prétalayotique et talayotique.

## Démographie
|        | 1996 | 2001 | 2002   | 2003   | 2004   | 2005   |
| ------ | ---- | ---- | ------ | ------ | ------ | ------ |
| Femmes | 3840 | 4604 | 4869   | 5023   | 5077   | 5268   |
| Hommes | 3862 | 4801 | 5151   | 5230   | 5260   | 5405   |
| Total  | 7702 | 9405 | 10 020 | 10 253 | 10 337 | 10 673 |

Source : Institut Balear de Statistiques

## Économie

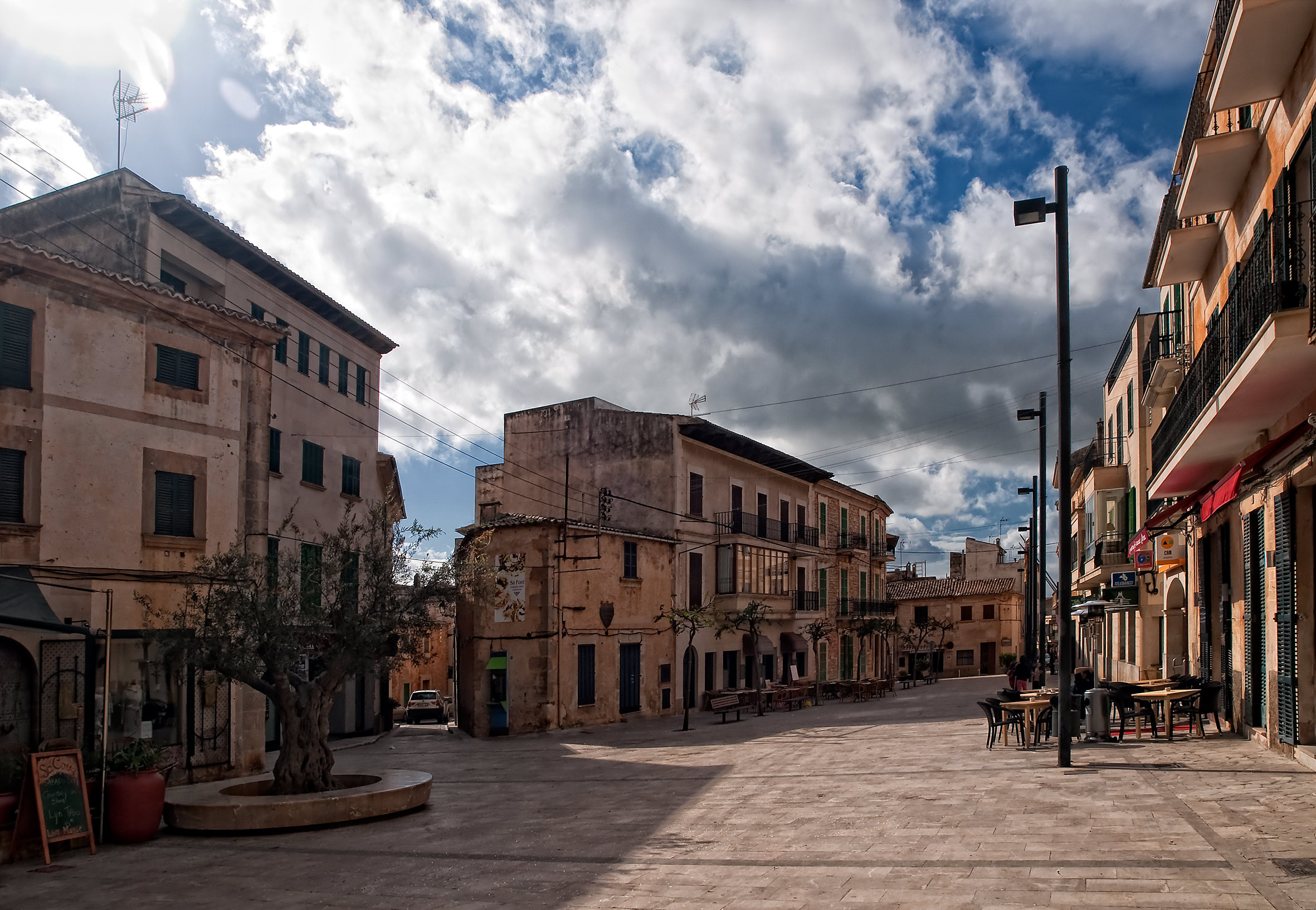
Plaça Major à Santanyí.

## Patrimoine

### Sites
Le parc naturel de Mondragó (ca), espace protégé, est situé sur la commune.

## Culture
Santañí est récemment devenu un important centre culturel de Majorque, en particulier dans le domaine de la peinture, de la musique et de la poésie, au point que le spécialiste de la littérature Jaume Vidal Alcover, professeur à l'Université de Tarragone, est venu à parler de l’école poétique à Santañí. Elle aurait influencé toute la poésie de l’île des différentes promotions de la guerre et qui, en fonction de leur étude, comprend, entre autres, Bernardo Vidal Thomas Blas Bonet et Lorenzo Vidal. D'autres auteurs sur le sujet sont Miguel Pons Bonet, Antonia Vicens, Antonio Vidal Ferrando, et Pablo Cosme Aguiló Vadells, entre autres.

## Personnalités liées à la ville
- Blai Bonet (1926-1997), écrivain;
- Llorenç Vidal Vidal (1936-), poète;
- Antònia Vicens i Picornell (1941-), écrivaine;
- Pep Bonet (1974-), photographe[3];
- Brandon (1995-), joueur de football;

- Jaume Munar (1997-), joueur de tennis.

## Galerie

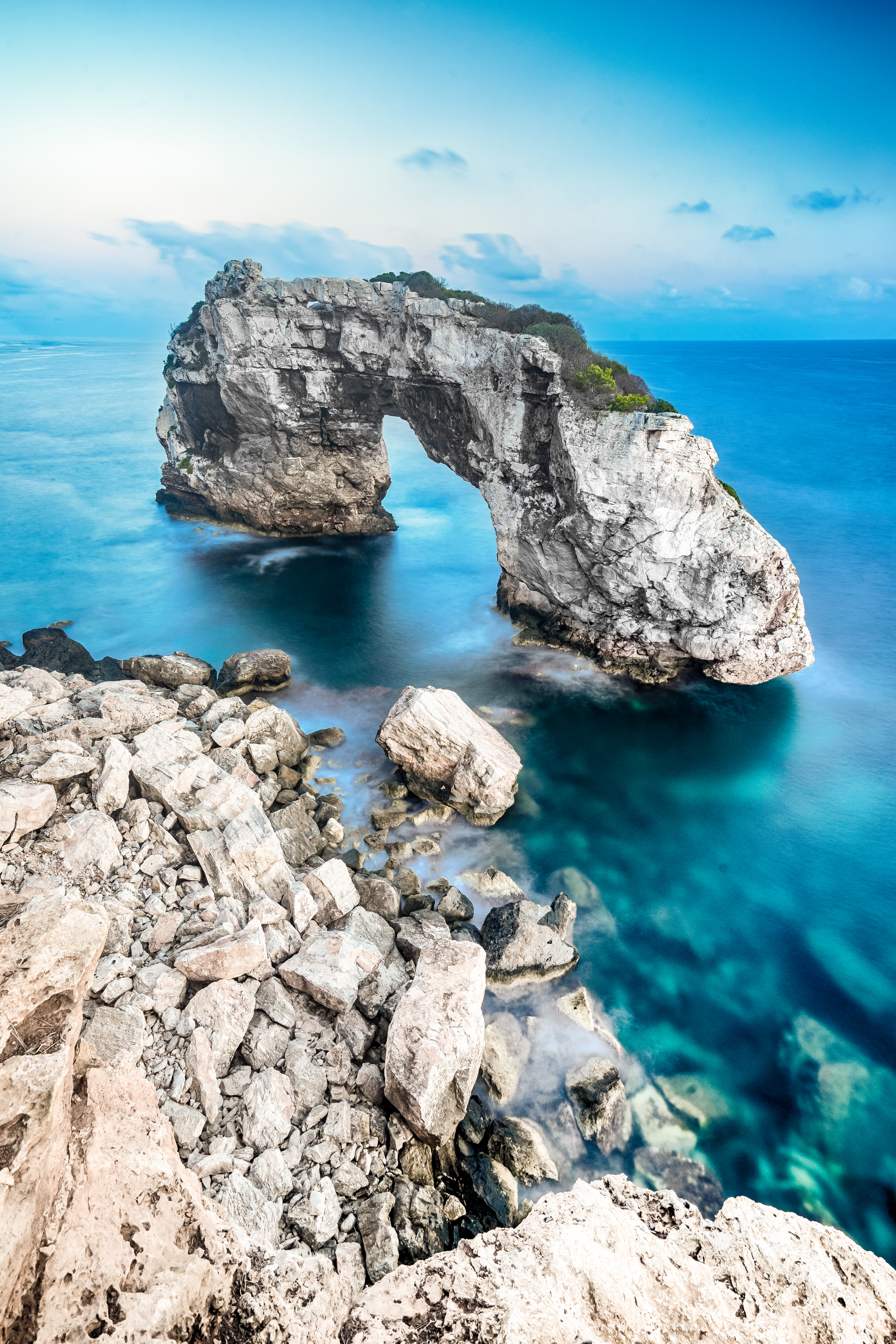
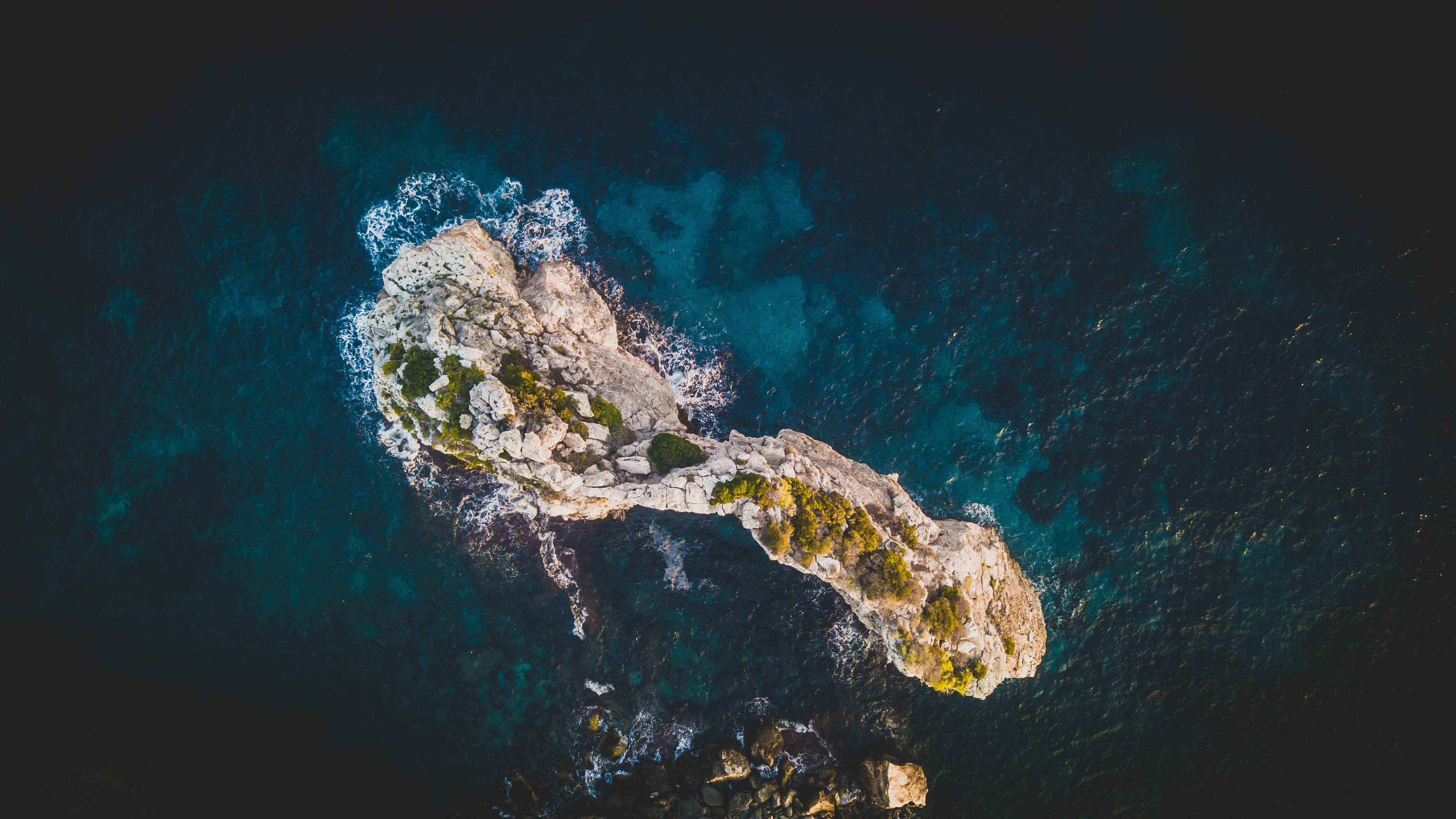
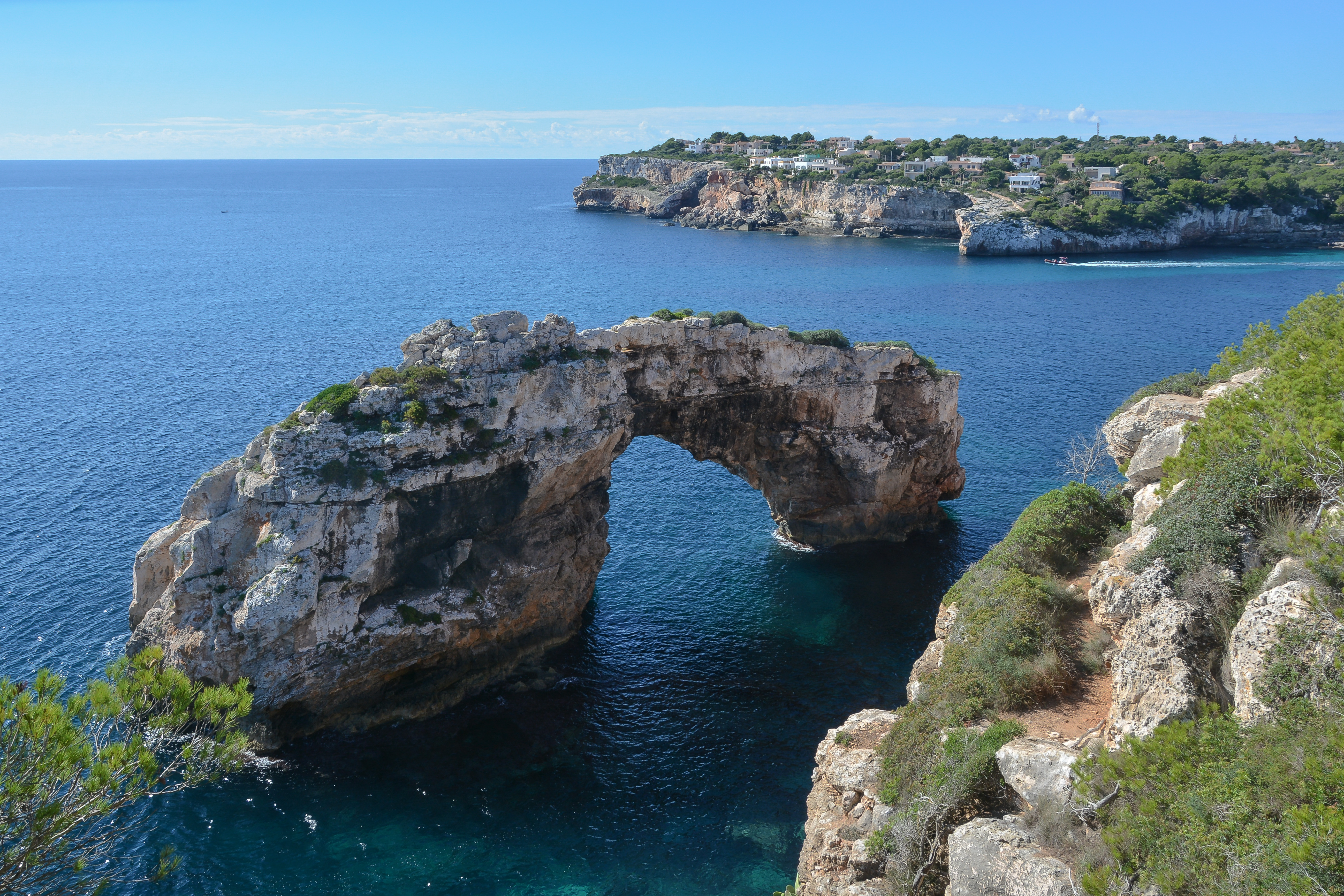
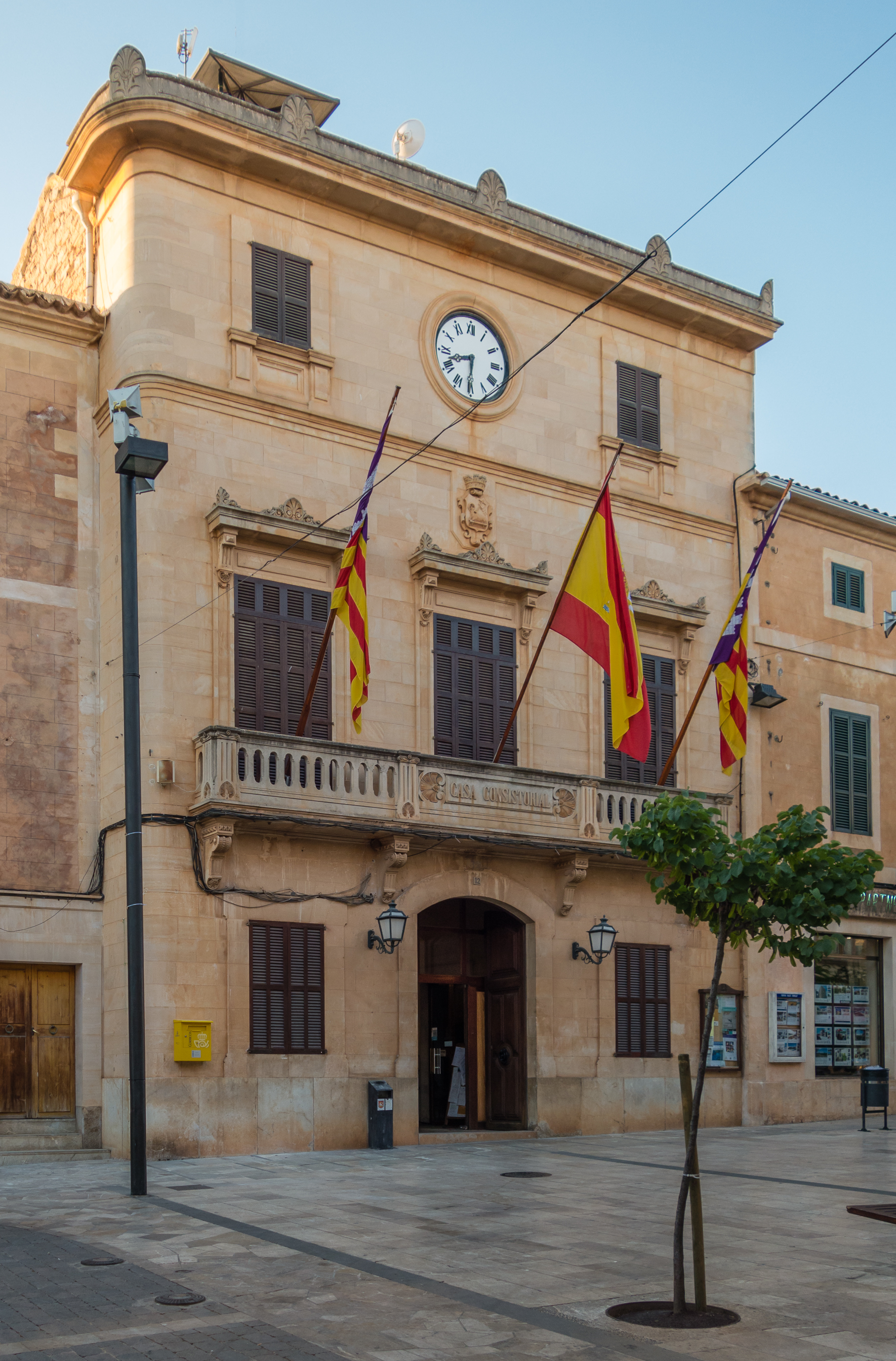
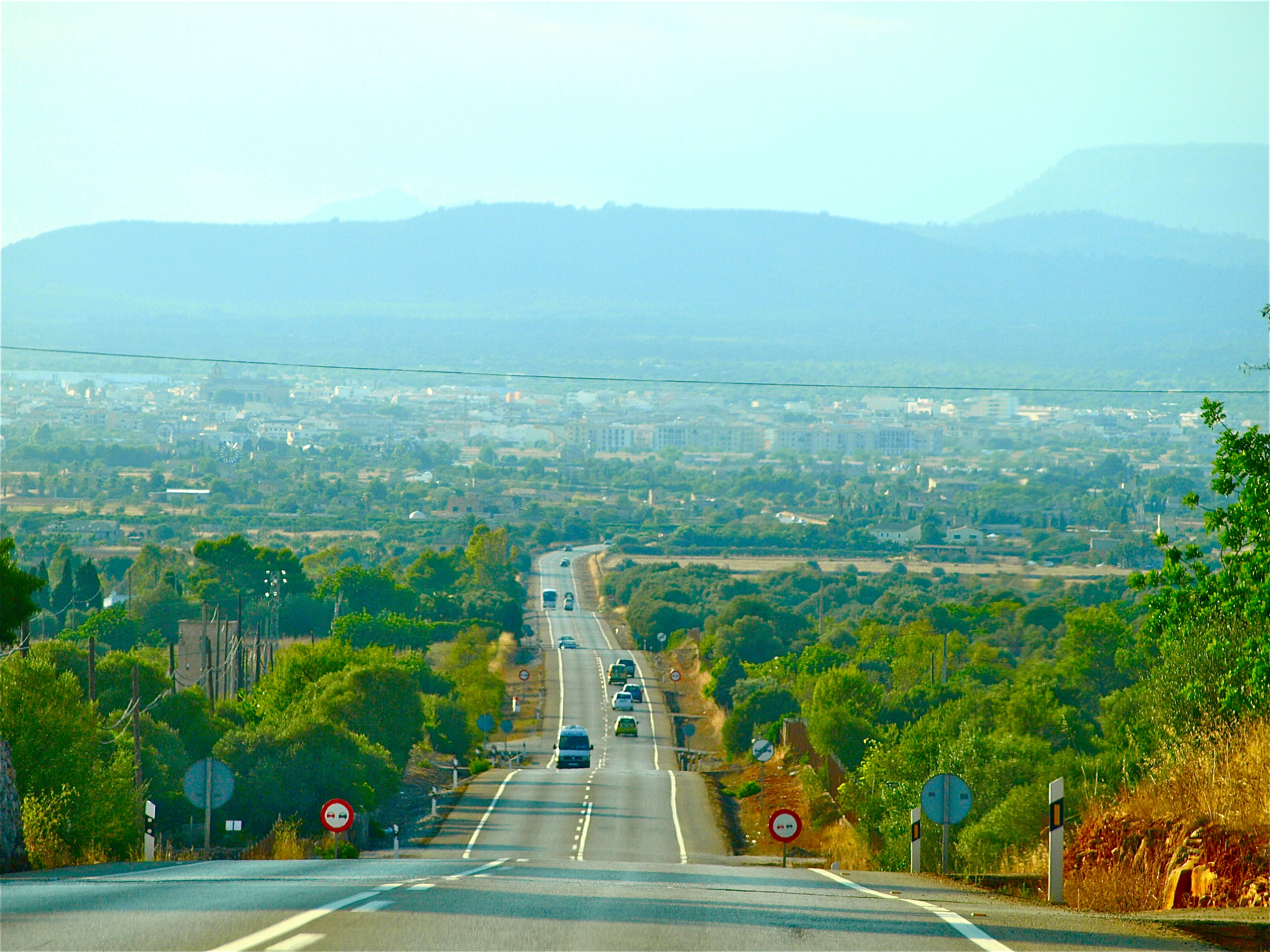
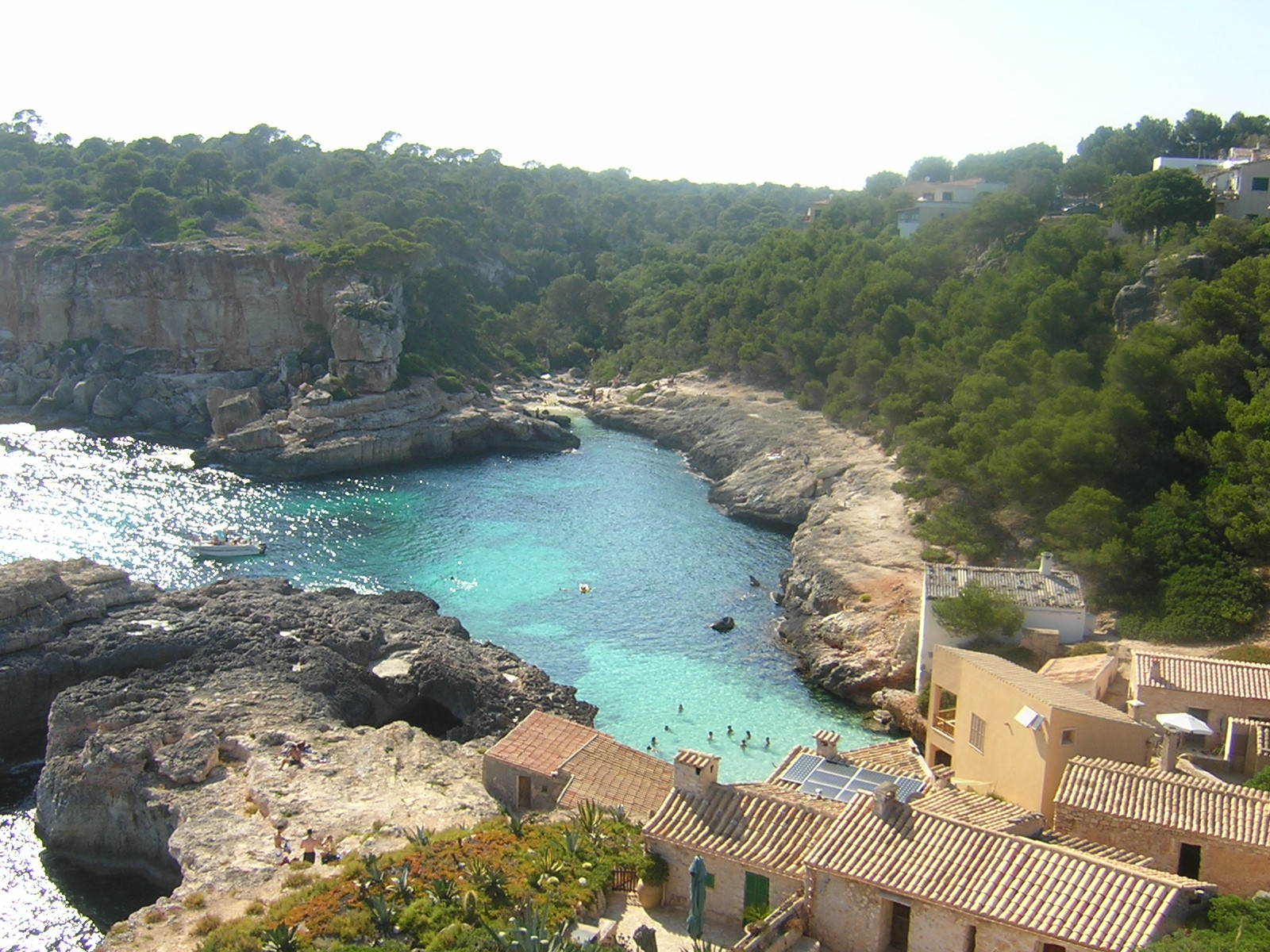
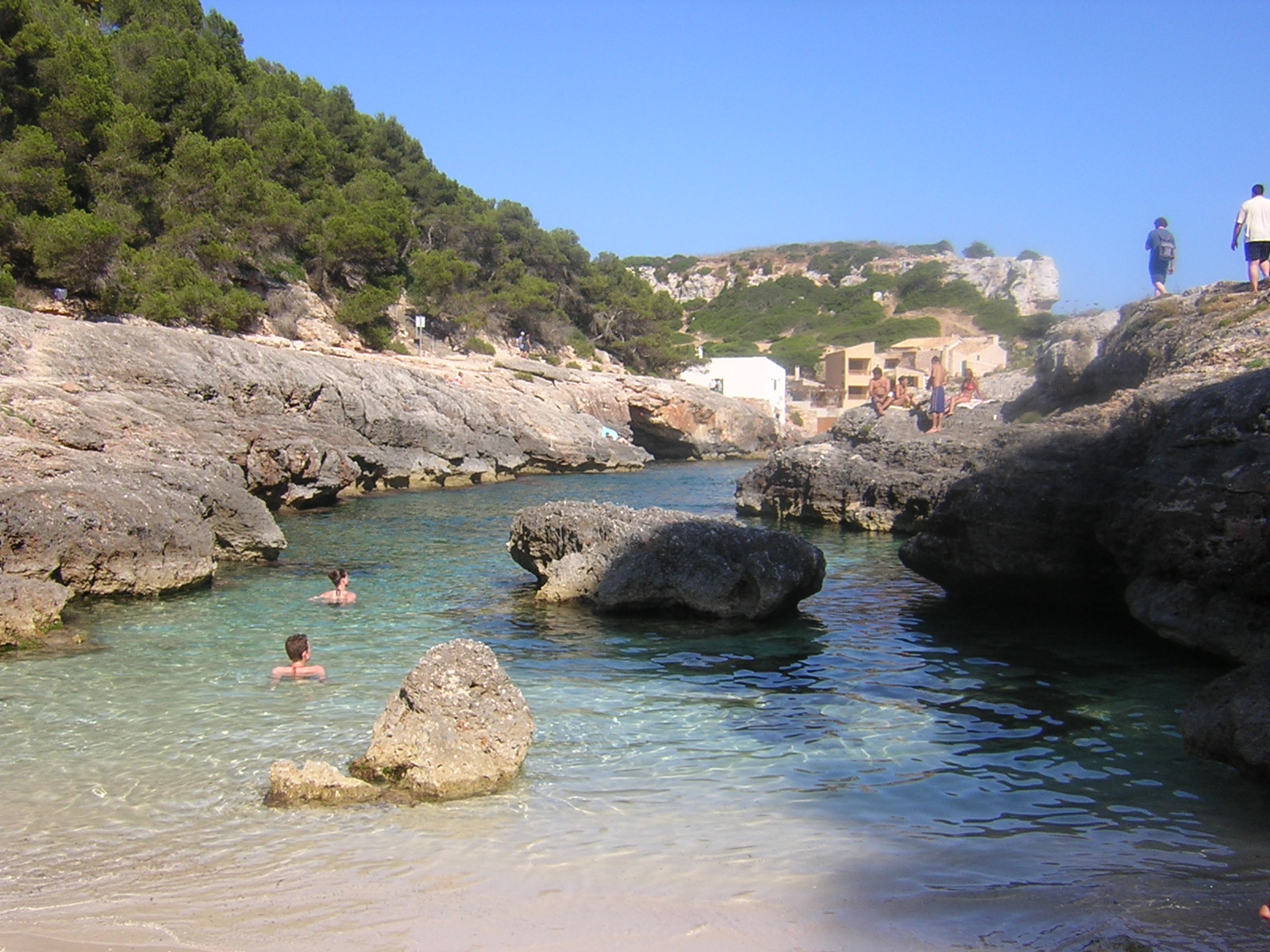
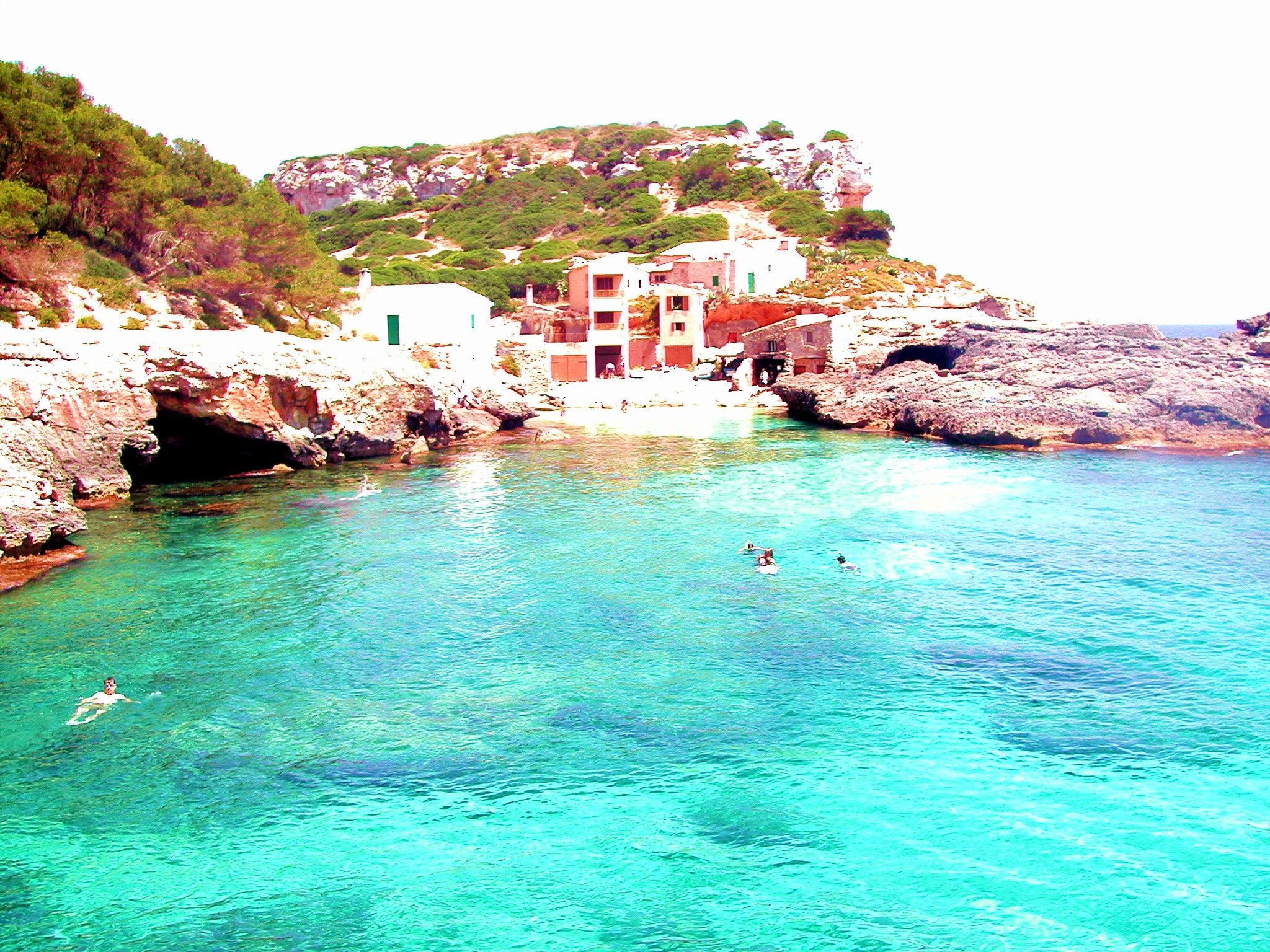
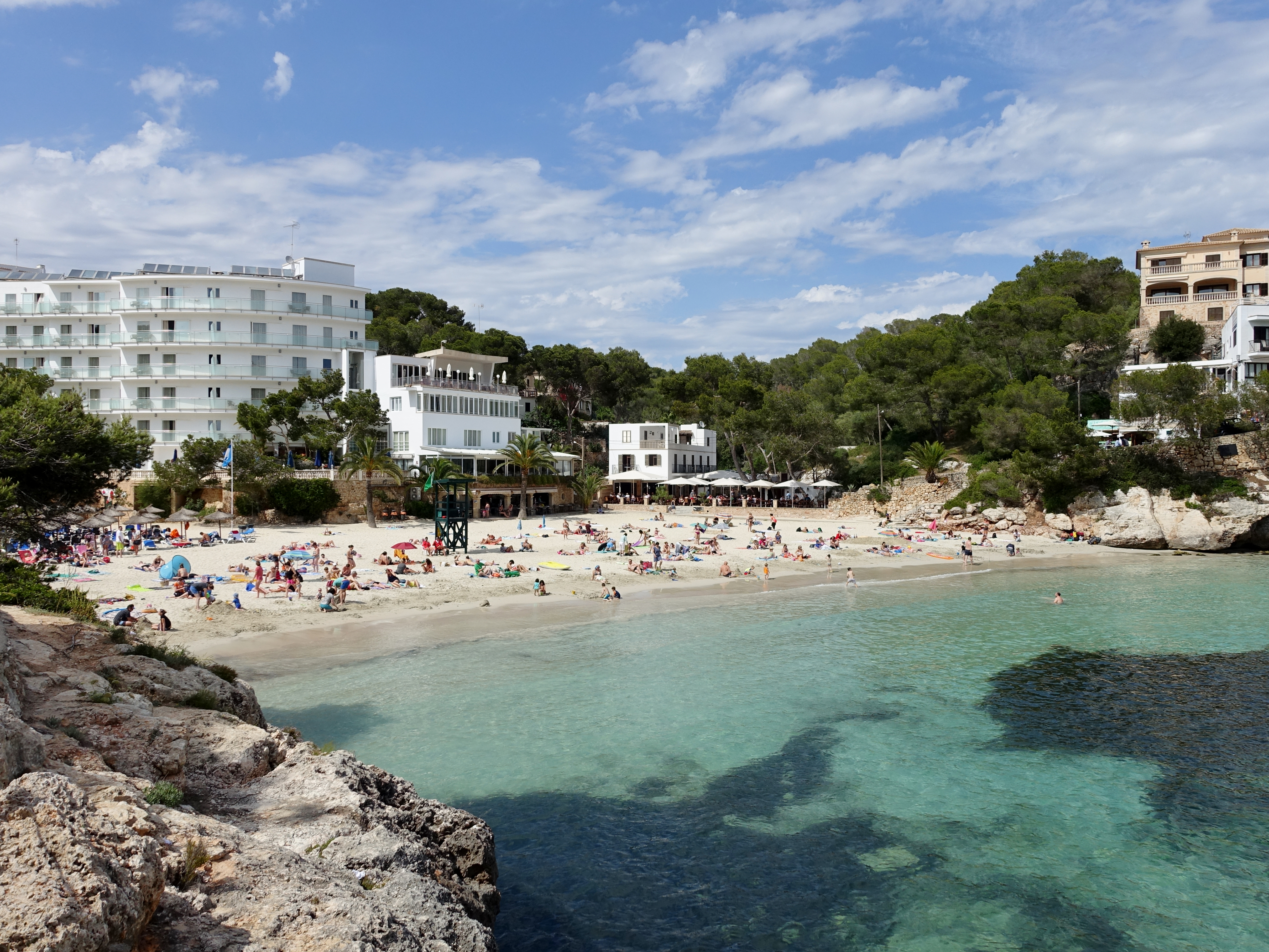
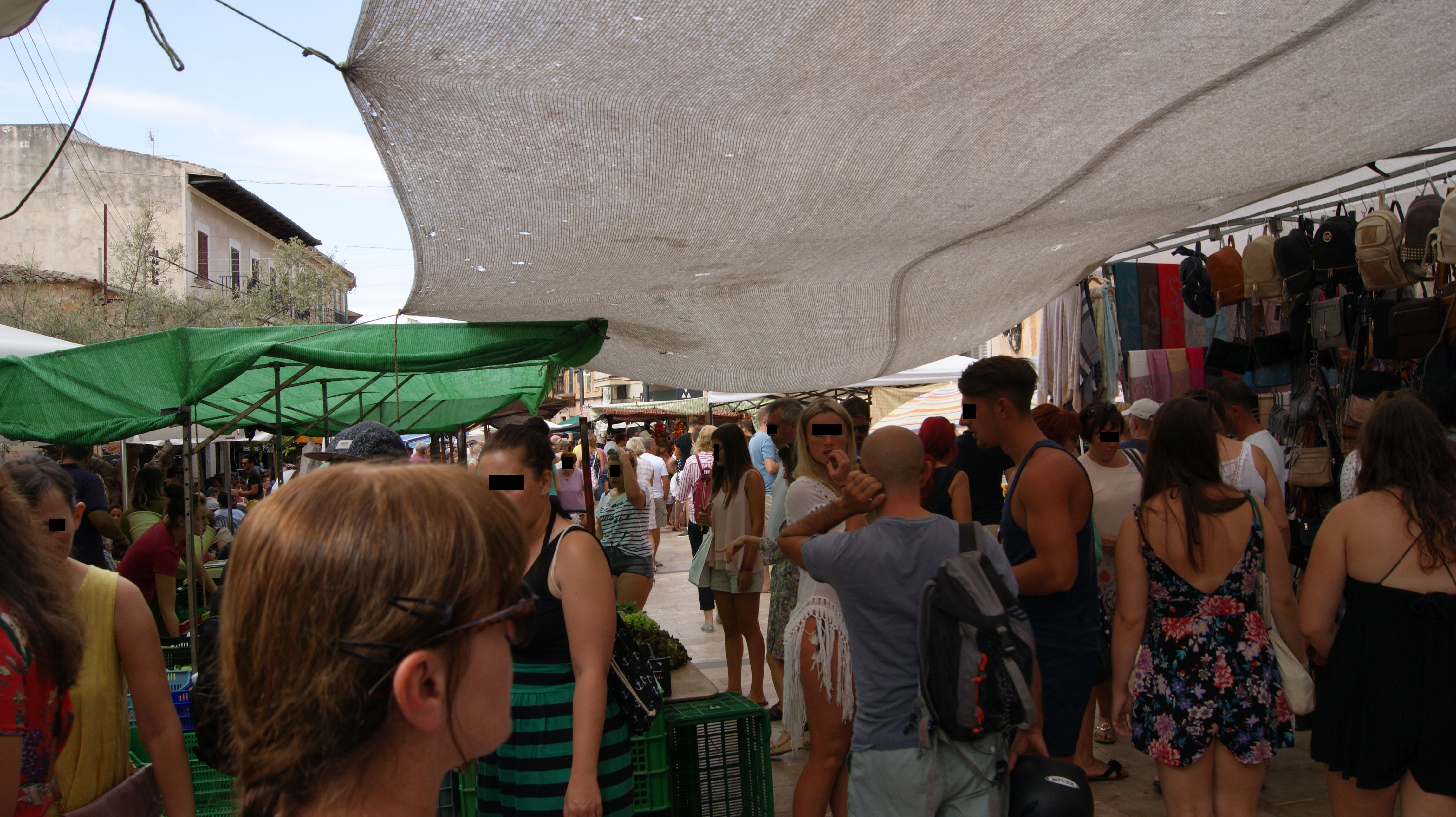
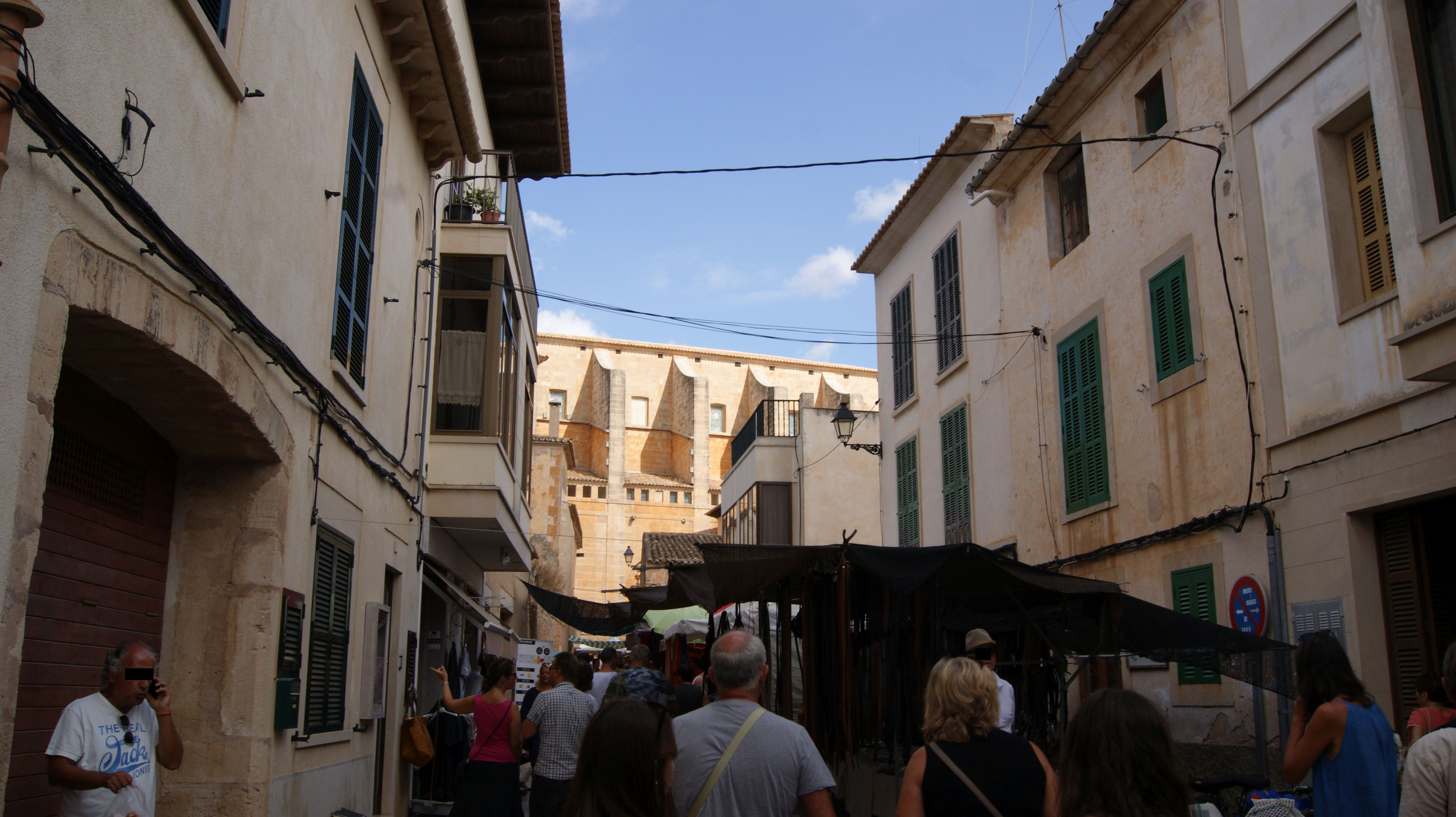
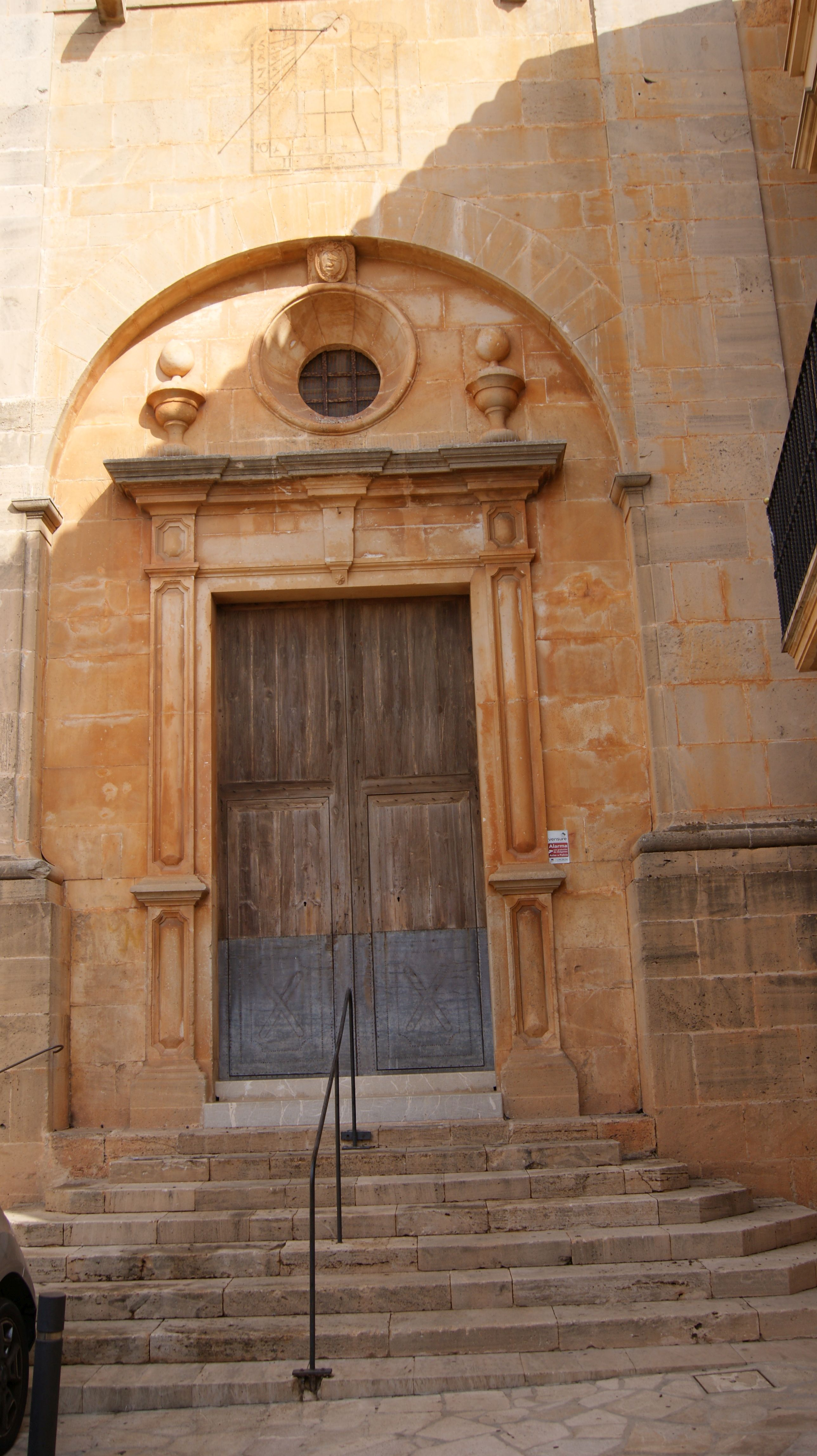
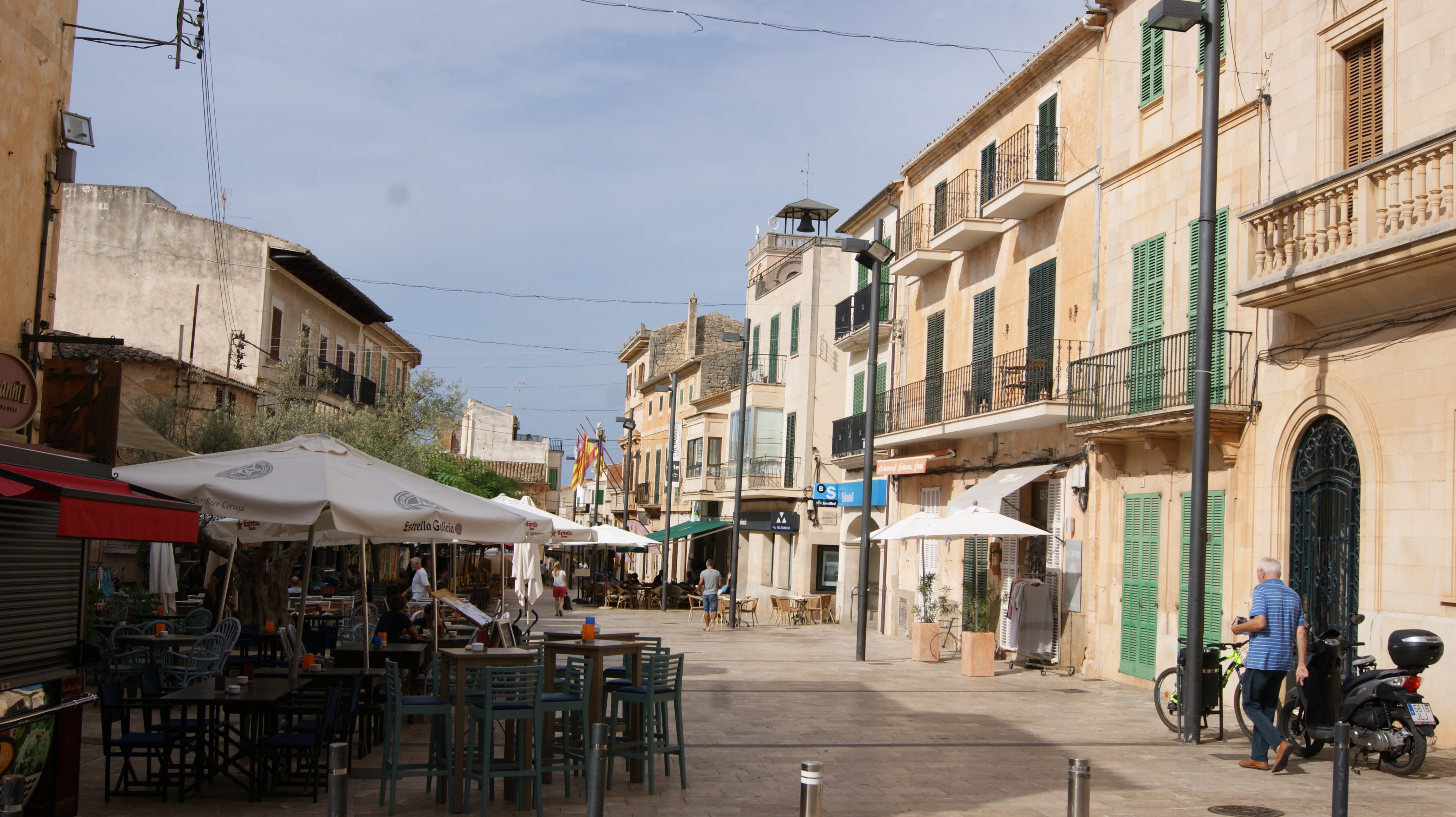
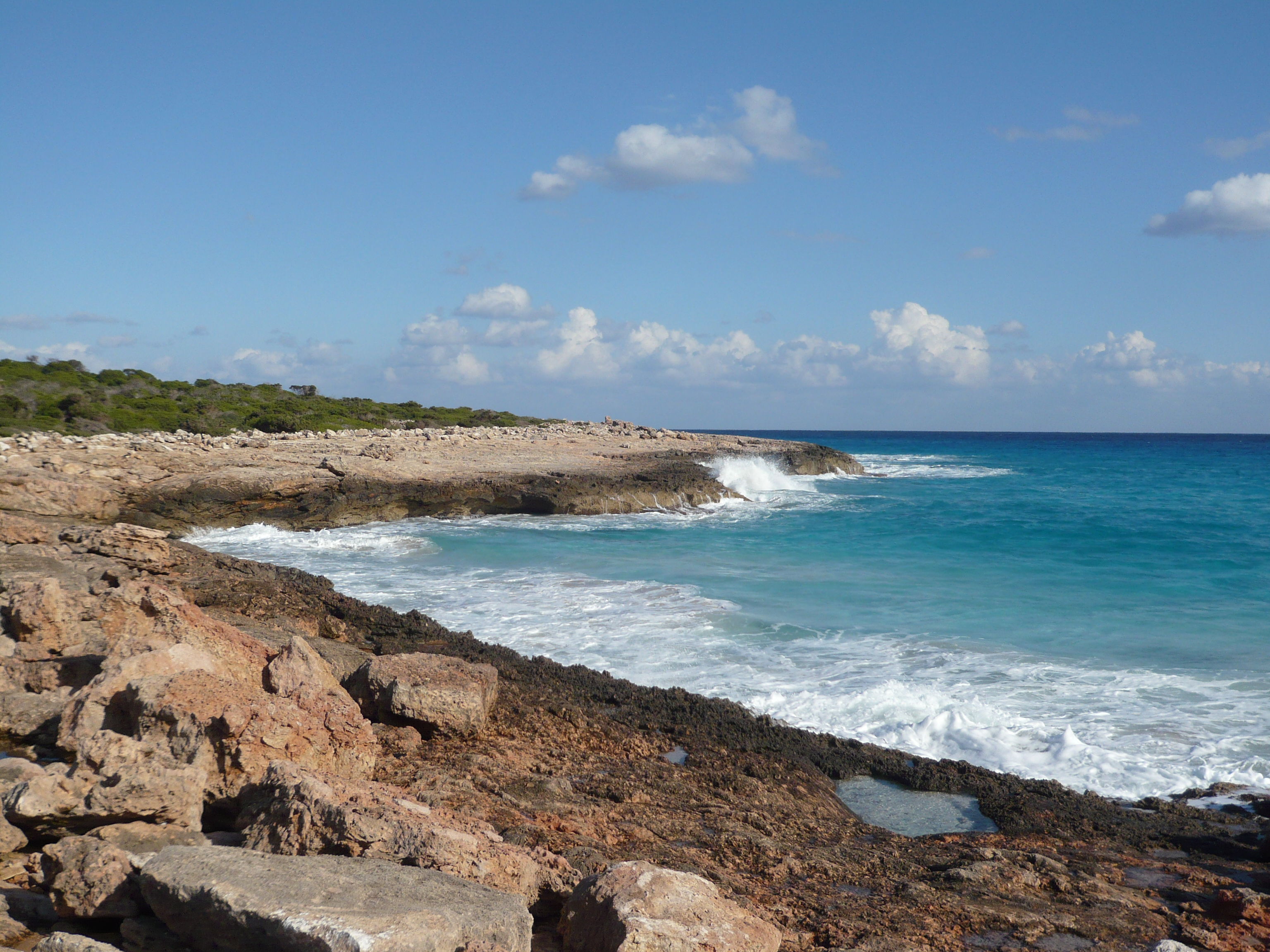
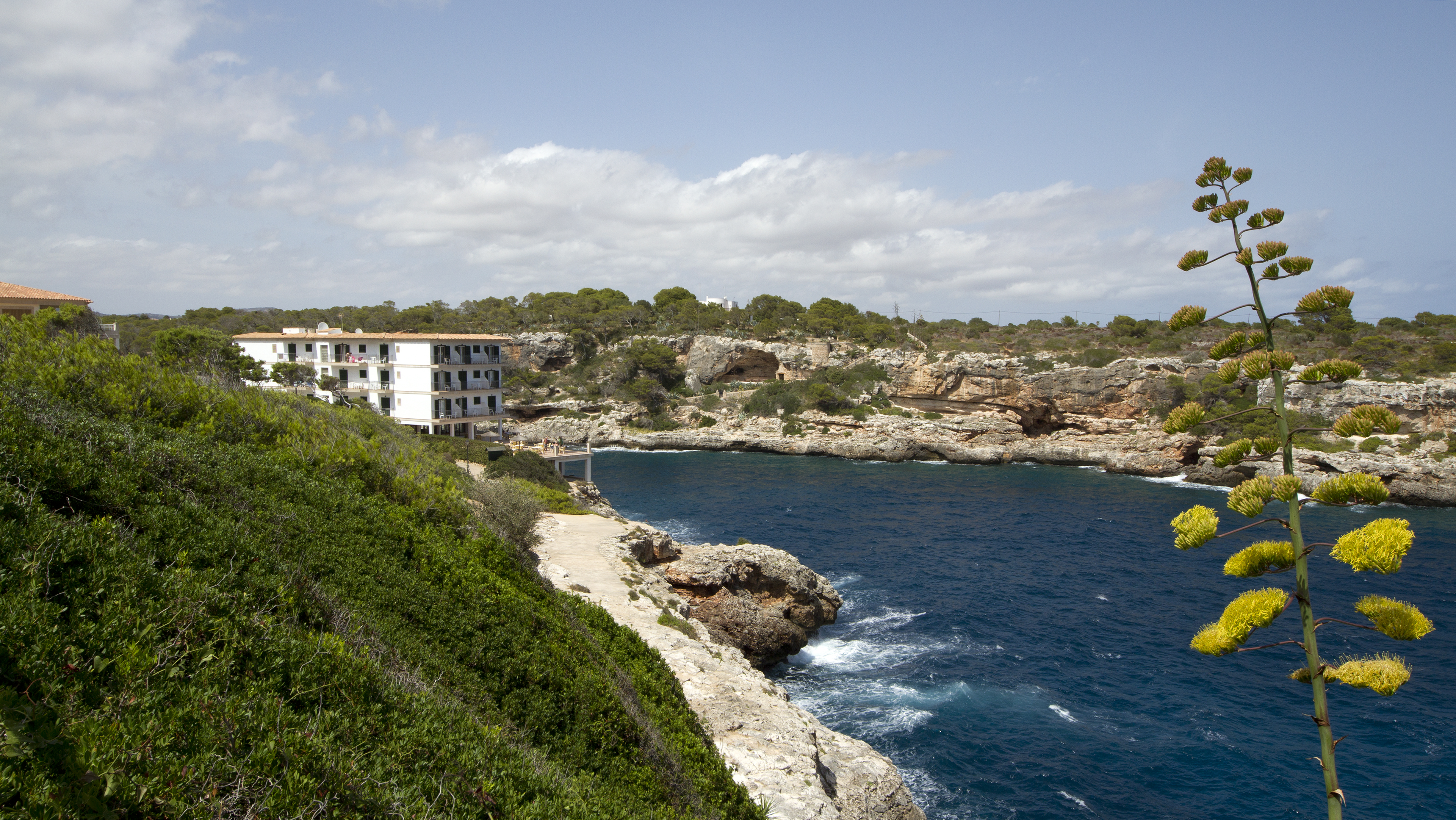
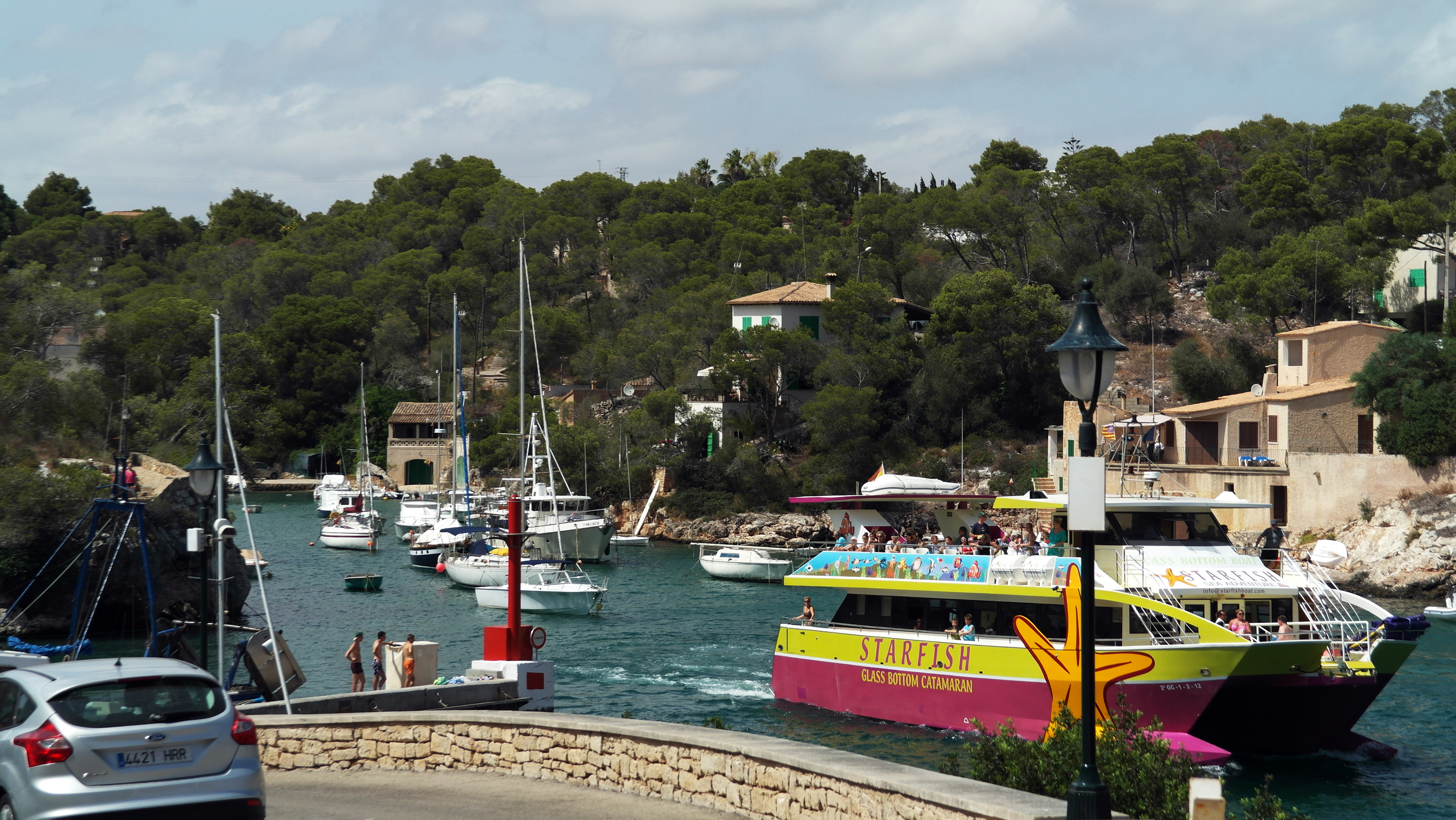
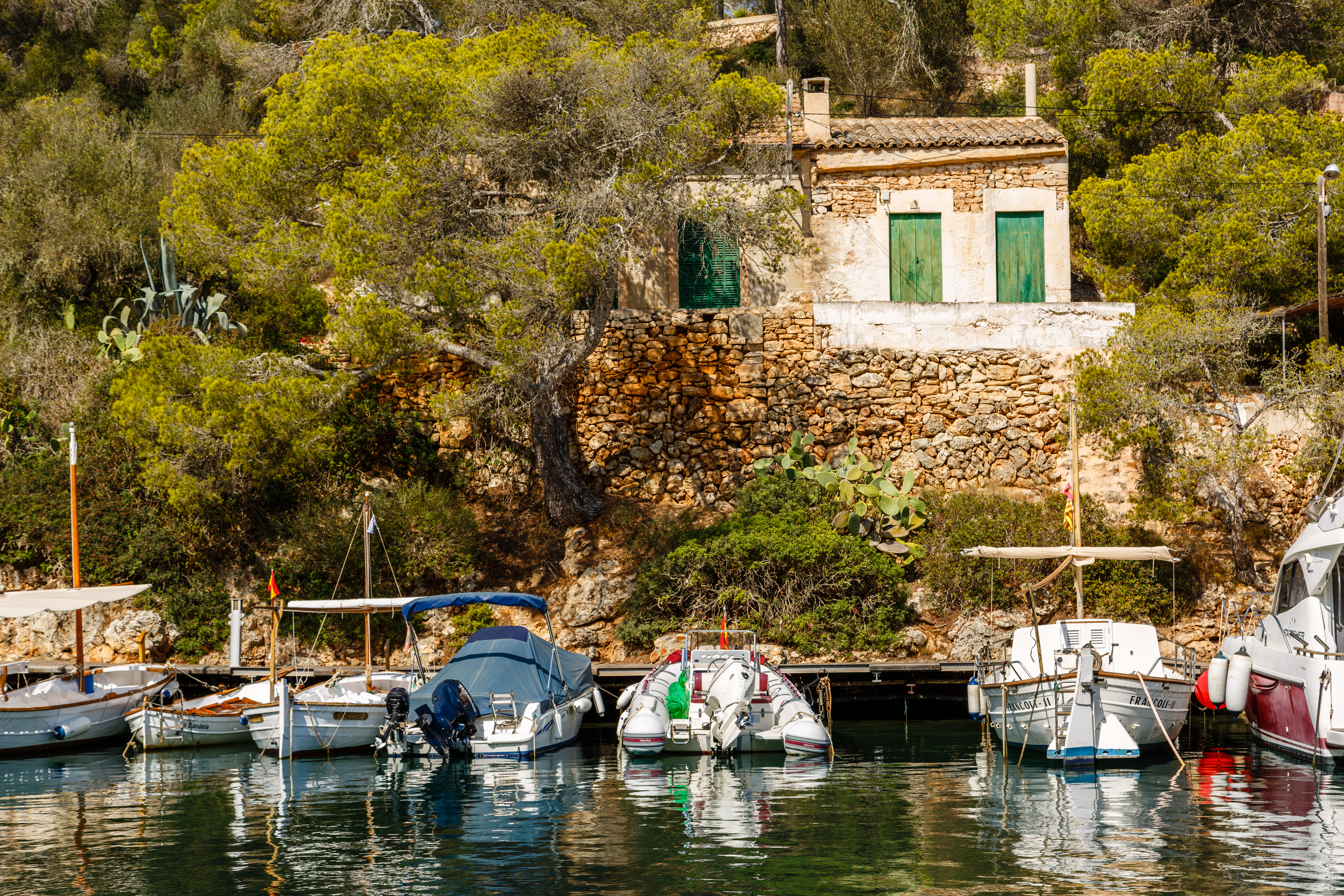
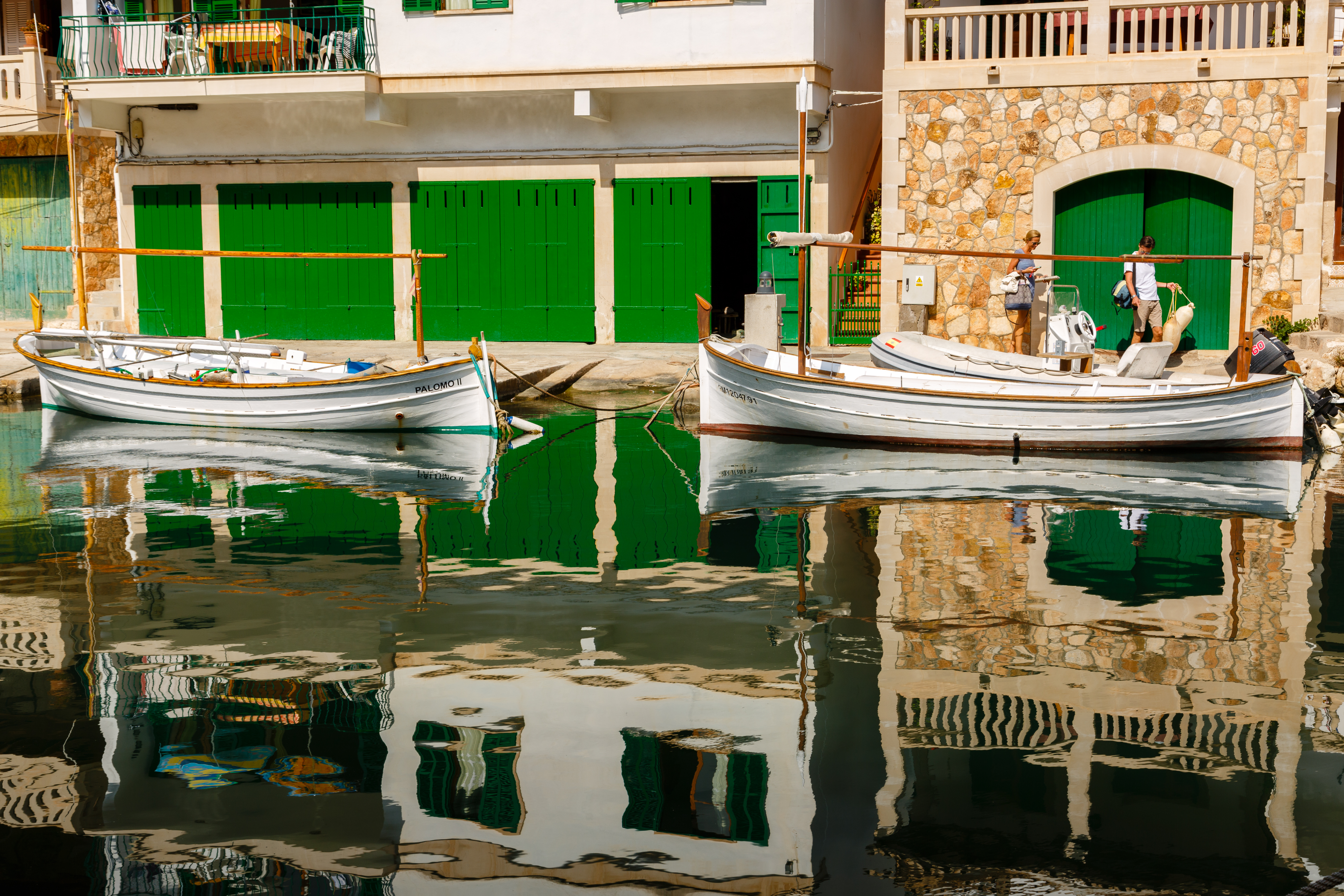
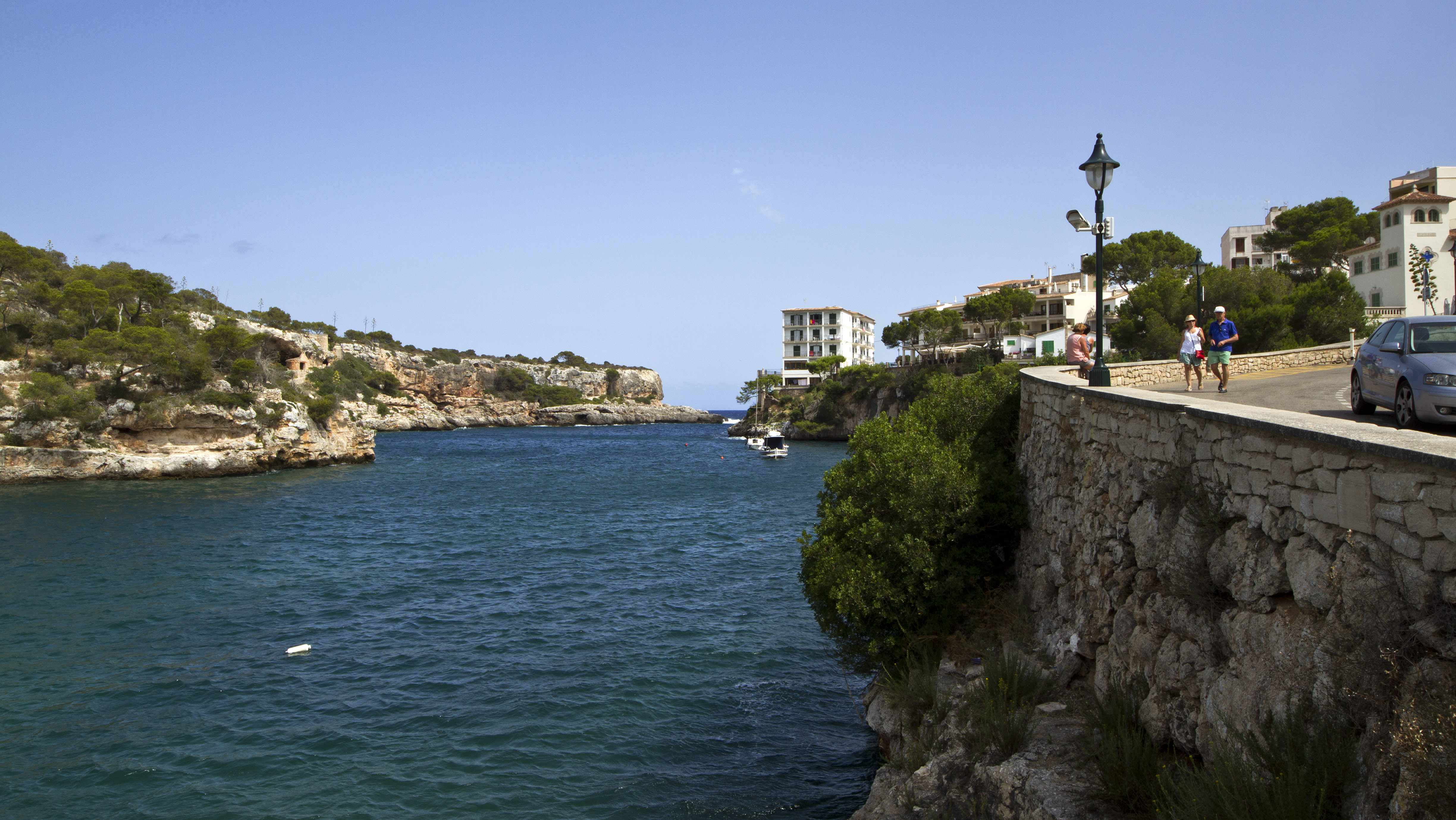
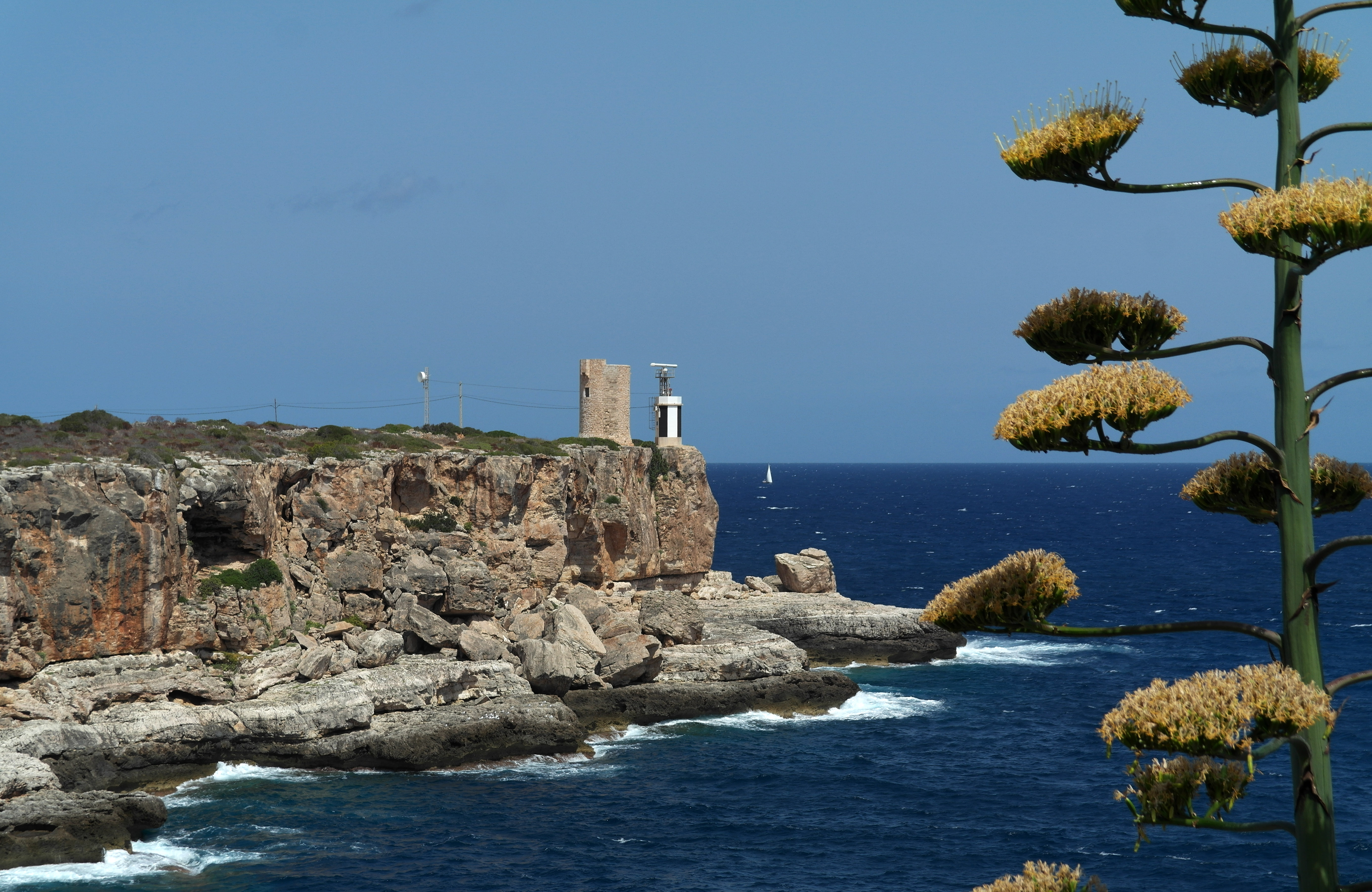
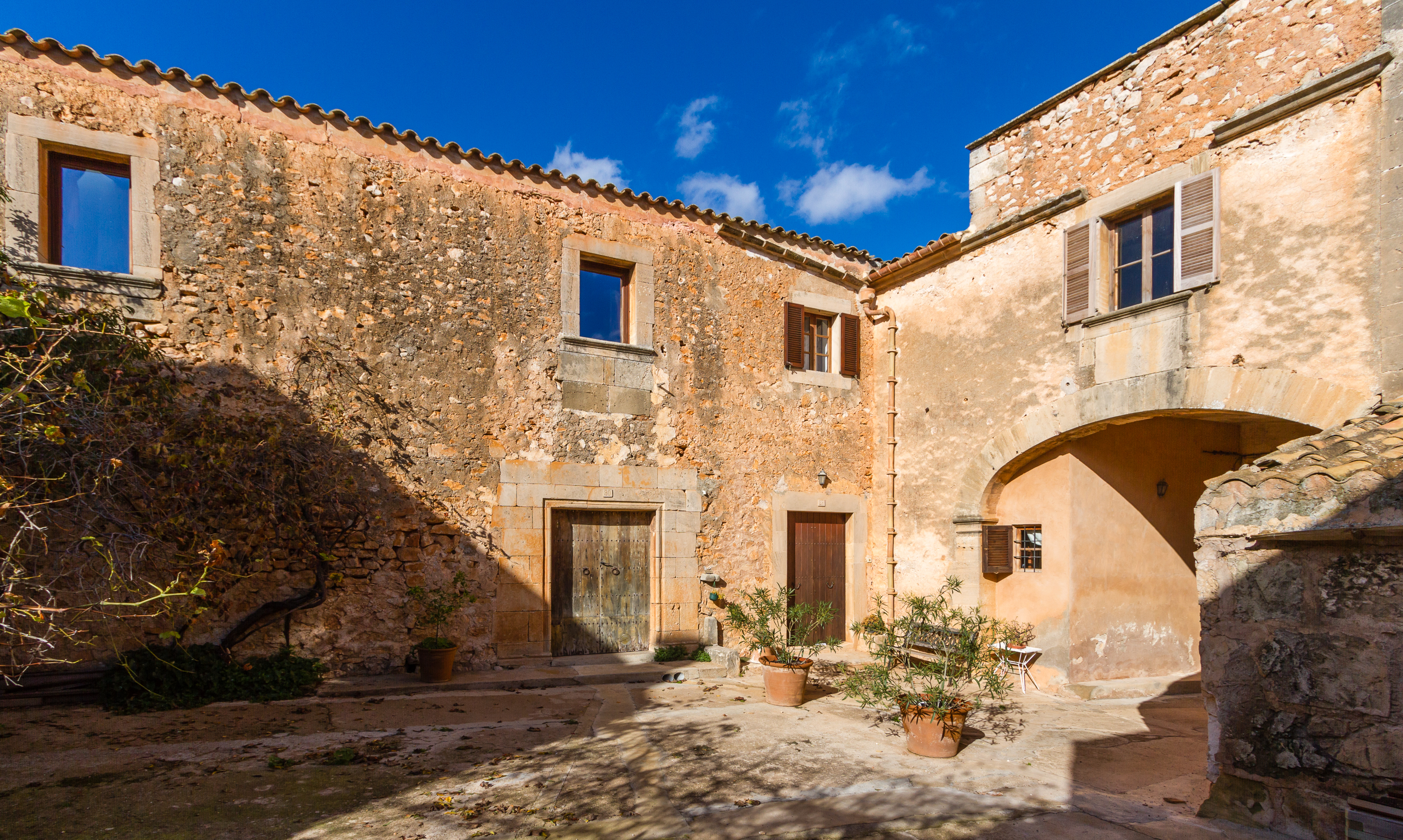
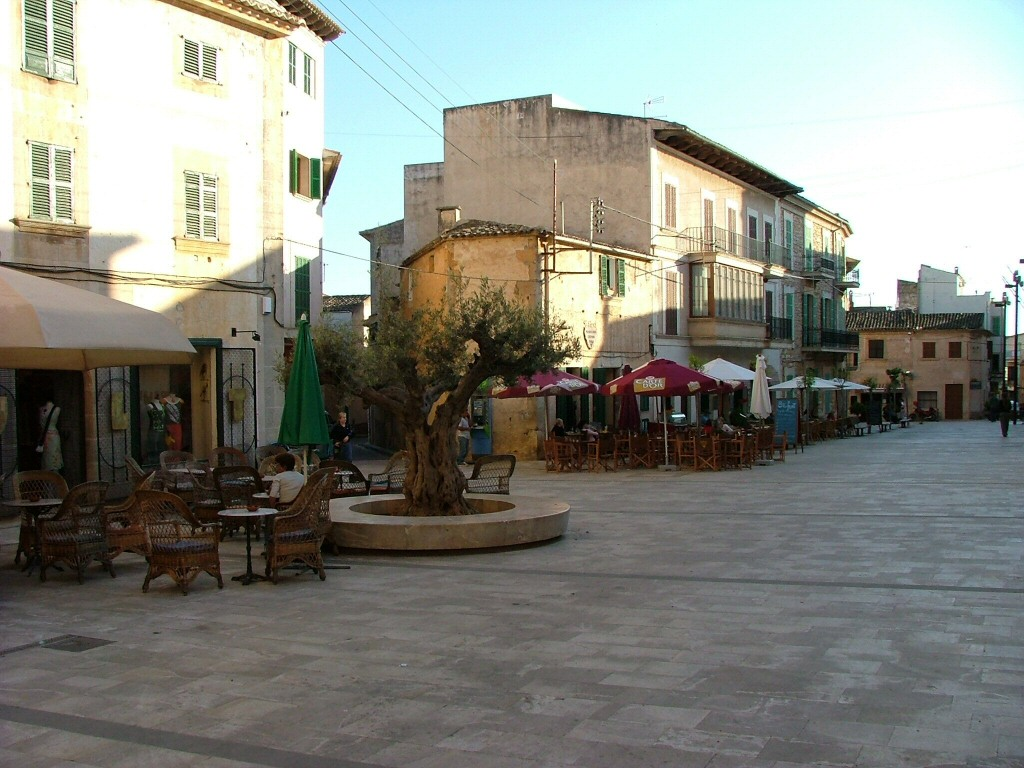

- Fichier:Es_Pontàs_Cala_Santanyí_02.jpg
- Fichier:Es_Pontàs_Cala_Santanyí_03.jpg
- Fichier:Mallorca_Santanyí_Es_Pontàs.jpg
- Fichier:001_2015_06_08_03_Rathäuser.jpg
- Fichier:Vista_de_Campos_desde_la_Carretera_de_Santanyí.JPG
- Fichier:Cala_S'Almonia.JPG
- Fichier:Cala_S'Almonia_vista_desde_la_platja.JPG
- Fichier:Cala_S'Almonia_II.JPG
- Fichier:Cala_Santanyí_02.jpg
- Fichier:Mallorca-Santanyí_(city)-Market-04.jpg
- Fichier:Mallorca-Santanyí_(city)-Market-05.jpg
- Fichier:Mallorca-Santanyí_(city)-Church-11.jpg
- Fichier:Mallorca-Santanyí_(city)-Plaça_Major-no_market-01.jpg
- Fichier:Santanyí,_Illes_Balears,_Spain_-_panoramio_-_georama_(3).jpg
- Fichier:Santanyí,_Illes_Balears,_Spain_-_panoramio_(23).jpg
- Fichier:Santanyí,_Illes_Balears,_Spain_-_panoramio_(25).jpg
- Fichier:Cala_Figuera_(Santanyí)_2016_1.jpg
- Fichier:Cala_Figuera_(Santanyí)_2016_3.jpg
- Fichier:Santanyí,_Illes_Balears,_Spain_-_panoramio_(34).jpg
- Fichier:Santanyí,_Mallorca,_Illes_Balears,_Spain_-_panoramio.jpg
- Fichier:Santanyí_Carrer_de_Son_Amer_004_2016_11_30.jpg
- Fichier:Santanyi.jpg